# 阿南市立桑野小学校
阿南市立桑野小学校（あなんしりつ くわのしょうがっこう）は、徳島県阿南市桑野町にある公立小学校。2008年5月時点の在籍児童数は153名。

## 沿革
- 1955年（昭和29年）04月15日 - 那賀郡桑野町が同郡富岡町に編入されたのに伴い、富岡町立桑野小学校と改称。
- 1958年（昭和33年）05月01日 - 那賀郡富岡町が同郡橘町と合併・市制施行したのに伴い、阿南市立桑野小学校と改称。

## 校訓
- 健康
- 自主
- 協同
- 創造

## 周辺
- 桑野郵便局
- 四国電力桑野変電所
- 国道195号
- 桑野川

## アクセス
- JR牟岐線桑野駅から南西へ100m。
- 徳島バス桑野上にて下車。
- 徳島県道24号羽ノ浦福井線沿い。

## 通学区域が隣接している学校
- 阿南市立山口小学校
- 阿南市立新野小学校
- 阿南市立新野東小学校
- 阿南市立橘小学校
- 阿南市立津乃峰小学校
- 阿南市立長生小学校